# Lâu đài Biecz
Trong quá trình lịch sử, đã tồn tại ba lâu đài riêng biệt nằm ở Biecz. Hiện tại, chỉ còn lại tàn tích của một trong số này. Trong số hai lâu đài khác, một cái được xây dựng ở vị trí hiện tại của nhà thờ Franciscan, trong khi cái kia nằm trên mảnh đất thuộc sở hữu của một bệnh viện.
Chỉ có nền móng còn lại của lâu đài hoàng gia Gothic nằm tại khu vực Górze Zamkowej gần đó (nghĩa đen là Núi Lâu đài). Lâu đài được xây dựng trên nền móng của một vị lãnh chúa thời trung cổ. Được xây dựng vào thế kỷ 13, lâu đài được làm bằng đá kiên cố, và làm trụ sở thực địa cho các vị vua và hoàng tử Ba Lan.
Toàn bộ ngọn đồi được bao quanh bởi một bức tường phòng thủ hình chữ nhật. Cổng phía bắc được bảo vệ bởi một tòa tháp, một cây cầu và những cái cổng. Bức tường phía nam được bảo vệ bởi sông Ropa.
Lâu đài không còn được coi là một tuyến phòng thủ quan trọng trong nửa sau của thế kỷ 15. Năm 1475, vua Kazimierz IV Jagiellońchot đã ra lệnh phá hủy lâu đài. Những mảnh đá lớn và những tàn tích liên quan nằm rải rác trên vùng nông thôn gần đó vào cuối thế kỷ 19. Ngày nay, tất cả những gì chúng ta có thể nhìn thấy là nền tảng của lâu đài, đã được bảo tồn cho hậu thế.